# Atletiek op de Paralympische Zomerspelen 2024 - Verspringen vrouwen T64
Het Verspringen voor vrouwen klasse T64 op de Paralympische Zomerspelen 2024 vond plaats van op 31 augustus in het Stade de France. Deze klasse is voor atletes met een prothese vanwege een beenamputatie of een beenlengteverschil. Dit is een gecombineerde klasse met T62 en T44. Wat dan ook de reden is dat er in deze klasse in 2024 twee paralympische records zijn behaald. Titelverdedigster was Fleur Jong uit Nederland, zij wist in 2024 haar titel te prolongeren; haar landgenote Marlene van Gansewinkel behaalde het zilver en de Amerikaanse Beatriz Hatz won de bronzen medaille.

## Records
Voorafgaand aan het toernooi waren dit het wereldrecord en het Paralympisch record.
| Wereldrecord        | T44 | Verenigde Staten Annie Carey  | 4,98 | Miramar | 19 juli 2024     |
|                     |     |                               |      |         |                  |
| Wereldrecord        | T62 | Nederland Fleur Jong          | 6,74 | Brussel | 8 september 2023 |
| Paralympisch record | T62 | Nederland Fleur Jong          | 6,16 | Tokio   | 28 augustus 2021 |
|                     |     |                               |      |         |                  |
| Wereldrecord        | T64 | Frankrijk Marie-Amelie Le Fur | 6,14 | Dubai   | 11 februari 2021 |
| Paralympisch record | T64 | Frankrijk Marie-Amelie Le Fur | 6,11 | Tokio   | 28 augustus 2021 |

## Uitslag
| Rang   | Atleet                       | Atleet | Kl. | #1   | #2   | #3   | #4   | #5   | #6   | Resultaat | Bijz. |
| ------ | ---------------------------- | ------ | --- | ---- | ---- | ---- | ---- | ---- | ---- | --------- | ----- |
| Goud   | Fleur Jong                   | NED    | T62 | 6,20 | 6,52 | 6,17 | x    | x    | 6,53 | 6,53      | PR    |
| Zilver | Marlene van Gansewinkel      | NED    | T64 | 5,87 | 5,58 | x    | 5,44 | 5,41 | 5,82 | 5,87      | PB    |
| Brons  | Beatriz Hatz                 | USA    | T64 | x    | 4,78 | 5,38 | 5,17 | x    | 5,16 | 5,38      |       |
| 4      | Kiki Hendriks                | NED    | T62 | 5,19 | 5,00 | x    | 5,17 | 5.35 | 5,20 | 5,35      |       |
| 5      | Saki Takakuwa                | JPN    | T64 | x    | 4,89 | x    | 4,63 | 4,90 | 5,04 | 5,04      | SB    |
| 6      | Annie Carey                  | USA    | T44 | 4,72 | 4,96 | 4,53 | 4,73 | 4,69 | 4,47 | 4,96      | PR    |
| 7      | Maya Nakanishi               | JPN    | T64 | 4,91 | x    | x    | 4,77 | x    | x    | 4,91      |       |
| 8      | Sarah Walsh                  | AUS    | T64 | 4,88 | 4,76 | 4,84 | 4,77 | x    | 4,85 | 4,88      |       |
| 9      | Giuliana Chiara Filippi      | ITA    | T64 | 4,49 | 4,54 | x    |      |      |      | 4,54      |       |
| 10     | Sara Andres Barrio           | ESP    | T62 | 4,08 | 4,52 | x    |      |      |      | 4,52      |       |
| 11     | Tezna Kirstin Abrahams       | RSA    | T44 | 4,46 | 4,37 | 4,35 |      |      |      | 4,46      | AR    |
| 12     | Amaris Sofia Vazquez Collazo | PUR    | T64 | 3,96 | 4,10 | 3,92 |      |      |      | 4,10      | SB    |